# Marubun Bayu
Marubun Bayu is een bestuurslaag in het regentschap Simalungun van de provincie Noord-Sumatra, Indonesië. Marubun Bayu telt 750 inwoners (volkstelling 2010).